# Первые марки РСФСР
«Рука́ с мечо́м, разруба́ющим цепь» («Освобождённая Росси́я») — филателистическое название стандартных почтовых марок РСФСР, выпущенных 25 октября (7 ноября) 1918 года (ЦФА [АО «Марка»] #1—2; Sc #149—150). Являются первыми марками РСФСР.

## Описание
На марках изображена рука с мечом, разрубающая цепь, на фоне солнечных лучей. Вверху дан текст: «Россія». Номинал: 35 копеек — марка синего цвета и 70 копеек — марка тёмно-коричневого цвета.

## История
До сих пор в истории этих марок открываются неизвестные ранее факты, а споры по поводу времени их выпуска велись на протяжении многих лет. Во всех каталогах, выходивших с 1922 по 1928 год под редакцией Уполномоченного по филателии при Советском правительстве Ф. Г. Чучина было сказано, что марки «Рука с мечом, разрубающим цепь» изготовлены Временным правительством и выпущены в продажу Советской властью. Хотя это утверждение на тот момент не было подтверждено документально, во все последующие издания каталогов, вплоть до 1958 года, эти марки включалась под названием «Выпуск Керенского». Только швейцарский каталог «Цумштейн» называл их одно время большевистскими.
Усилиями ряда филателистов-исследователей — В. Карлинского, Ю. Парменова, П. Ф. Мазура, на основании архивов и штемпелей утверждавших, что марки с рисунком «Рука с мечом, разрубающим цепь» и номиналами 35 и 70 копеек были выпущены в почтовое обращение специальным постановлением Наркомата почт и телеграфов только 25 октября (7 ноября) 1918 года, этот выпуск был признан «Первым революционным выпуском РСФСР», приуроченным к первой годовщине Октябрьской революции.
Лишь в 2006 году исследователем знаков почтовой оплаты Л. Г. Ратнером были обнаружены архивные документы, закрывающие белые пятна в истории этих марок.

### Конкурс 1917 года
Сразу после Февральской революции Временное правительство приняло решение о выпуске почтовой марки с новой символикой. Летом 1917 года Министерством почт и телеграфов был объявлен конкурс на лучший рисунок новой почтовой марки, в котором приняли участие такие известные художники, как И. Я. Билибин, Р. Г. Зарриньш, Г. И. Нарбут, С. В. Чехонин, а в составе жюри были художники А. Н. Бенуа и С. П. Яремич.
Технический и художественный директор Экспедиции заготовления государственных бумаг (ЭЗГБ) Рихард Зариньш, который был признан победителем, предоставил на конкурс три проекта. На первом было изображено две руки в момент рукопожатия, помещённые в овал в центре марки, окаймлённый лентой с надписью «Въ единении сила». На втором изображён витязь в шлеме и с мечом, попирающий побеждённого дракона, на третьем — рука, сжимающая меч и оливковую ветвь, окаймлённая лентой с надписью «Да здравствует свобода». Рисунки были заключены в прямоугольные орнаментальные рамки, характерные для творческой манеры этого художника. Внизу рамки второго и третьего проектов имелась надпись «1 мартъ 1917» — дата образования Временного правительства. Общим элементом всех трёх рисунков был фон в виде взошедшего солнца с волнистыми лучами. Вверху вместо названия страны стояло слово «почта».
Сюжет «рука с мечом на фоне солнца» был одобрен жюри конкурса, однако проект подвергся кардинальной переработке. Вместо прямоугольной рамки рисунок поместили в овал, цифру номинала — вниз марки, слово «почта» заменили на название страны «Россія», окружённое декоративными элементами, а рука с мечом в новом варианте была изображена разрубающей цепь.

### Изготовление
По окончании конкурса Министерство почт и телеграфов Временного правительства направило в ЭЗГБ заказ на изготовление двух марок номиналами 35 и 70 копеек «по новым образцам». Гравировал их гравёр П. С. Ксидиас. Часть тиража отпечатали ещё до октября 1917 года. Для выпуска марок в почтовое обращение не хватало только подписи министра Почт и телеграфов А. М. Никитина, без которой выпуск не мог быть осуществлён. Однако в результате Октябрьской революции Министерство почт и телеграфов прекратило своё существование, а распоряжение пришедшего на смену А. М. Никитину Народного комиссара почт и телеграфов Н. П. Авилова-Глебова об утверждении марок бойкотировалось.

### Почтовое обращение
В феврале, а, возможно, и в январе 1918 года отпечатанные марки малыми партиями начали поступать в обращение. Известны марки с гашениями от 25 февраля (Москва), от 4 марта (Вязьма), от 3 июля (Петроград), от 21 сентября (Одесса). Самое раннее из известных гашений было сделано в Москве 30 декабря 1917 года. Вторично марки были утверждены 22 мая 1918 года новым наркомом почт и телеграфов В. Н. Подбельским. Однако марки вышли в обращение только 25 октября (7 ноября) 1918 года, как раз к первой годовщине Октябрьской революции.
Почтовое обращение этих марок не было широким, поэтому гашёные экземпляры, особенно на письмах, встречаются значительно реже чистых. 8 апреля 1922 года марки были изъяты из обращения, но в ряде районов они применялись до конца 1922 года.

### Надпечатки поздних лет
С 1922 по 1933 годы на этих марках несколько раз делались надпечатки, менявшие их назначение. Так, например, в феврале 1922 года, их, с надпечаткой текста: «Р. С. Ф. С. Р. / ГОЛОДАЮЩИМ» и нового номинала, использовали в качестве почтово-благотворительных марок. Половина дохода от продажи марок шла в фонд помощи голодающему населению Поволжья.
С ноября 1922 года эти марки, с надпечаткой текста: «РСФСР / ЦКПГ / ОБМЕН» и нового номинала, использовались для оплаты специального сбора при филателистическом обмене с заграницей.
С 1 января 1924 года по 30 апреля 1925 года марки, с надпечаткой текста: «ДОПЛАТА» и нового номинала, использовались на Московском и Петроградском (Ленинградском) почтамтах как первые советские доплатные марки. Наконец, с января 1932 по апрель 1933 года, с надпечаткой текста: «С. Ф. А. / КОНТРОЛЬ / ЗАГРАНИЧНОГО / ОБМЕНА» и нового номинала, эти марки использовались как специальные марки контроля заграничного обмена.
- Почтово-благотворительная марка РСФСР,
«В помощь населению, пострадавшему от неурожая»,
(1922, 100+100 рублей)
- Марка контрольного сбора по заграничному филателистическому обмену РСФСР
(1922, 250 рублей)
- Доплатная марка СССР (1924, 8 копеек)
- Марка сбора с филателистических посылок СССР (1932, 15 копеек)
- Почтовая марка СССР (1946, 30 копеек) к 25-летию первой почтовой марки Советской России[1]
- Сцепка марок СССР (1988, 2 × 10 копеек) к 70-летию первых почтовых марок Советской России (ЦФА [АО «Марка»] № 5903, 5904)